# Maxime Planude
Maxime Planude (en latin Maximus Planudes, en grec Μάξιμος Πλανούδης, né vers 1255/1260 à Nicomédie, mort vers 1305/1310), est un grammairien, philologue et théologien byzantin qui vécut sous les règnes de Michel VIII et Andronic II.

## Éléments biographiques
Il se fit moine en 1283, abandonnant, selon l'usage ecclésiastique, son prénom de baptême, Manuel, pour celui de Maxime ; il fut d'abord affecté à un monastère du Mont Saint-Auxence, à douze kilomètres au sud-est de Chalcédoine, mais resta semble-t-il à Constantinople. Il y mena une vie surtout consacrée à l'enseignement et à l'étude, installé successivement dans plusieurs monastères de la capitale (celui des Cinq Saints, puis celui du Christ Akataleptos, où on sait qu'il se trouvait en 1299-1301) : son école, où il dirigea des centres d'études, fut rattachée à l'Université de Constantinople, comme le montrent à la fois la présence des élèves et des assistants, et les fonctionnaires qui en sont issus. Mais il eut également des rapports avec le Palais impérial, où il prononça des discours officiels et où on lui confia des missions : ainsi, il participa à l'ambassade envoyée à Venise, en 1296, par Andronic II, pour protester contre l'attaque par les Vénitiens du comptoir génois de Pera. Sous Michel VIII, il soutint la politique impériale d'union des Églises grecque et latine, mais changea de position après l'avènement d'Andronic II, dont il devint un proche. En 1296, il participa à des négociations de réunification avec des représentants de l'Église arménienne.
Parmi ses disciples en tant que professeur et humaniste figurent Manuel Moschopoulos et Démétrios Triclinios, mais aussi Jean Zaridès, à qui il adresse plusieurs lettres, et la princesse érudite Théodora Rhaoulaina, proche parente de l'empereur Andronic II. 

## Œuvre
Maxime Planude est, avec Thomas Magistros, Démétrios Triclinios et Manuel Moschopoulos, l'un des quatre grands savants philologues de l'époque d'Andronic II. Entourés d'équipes d'assistants, ils ont établi des éditions commentées des œuvres de nombreux auteurs grecs de l'Antiquité, qui sont passées en Italie à la Renaissance et qui ont joué un très grand rôle dans la transmission de ces textes. Nombre de leurs manuscrits autographes sont encore dans les collections modernes. Il est l'aîné des quatre, et par sa largeur d'esprit et la diversité de ses intérêts, il apparaît comme le plus remarquable.

### Éditions et commentaires de textes
Planude est particulièrement célèbre pour la nouvelle édition qu'il donna de l'Anthologie grecque, en se fondant sur les versions précédentes d'Agathias de Myrina (VIe siècle) et de Constantin Céphalas (IXe siècle). L'édition planudéenne comprend nettement moins de poèmes que l’Anthologie palatine du Xe siècle, version augmentée de celle de Céphalas, qu'il semble ne pas avoir connue (environ 2400 poèmes contre 3700), mais elle contient 388 poèmes qui lui sont propres, placés généralement à la fin dans les éditions synthétiques modernes. Le grand manuscrit autographe de l'édition de Planude est le Marc. gr. 481, achevé au monastère de l’Akataleptos en septembre 1299.
Il a donné aussi une édition commentée des Fables d'Ésope, qu'il a accompagnée d'une Vie de l'auteur, librement traduite par La Fontaine qui l'a placée en tête de son propre recueil. Il a d'autre part édité avec des scholies Hésiode (avec notamment des scholies sur Les Travaux et les Jours) ; peut-être Pindare; Théocrite (dix-huit Idylles, avec une introduction sur le dialecte utilisé) ; les Phénomènes d'Aratos de Soles, les Dionysiaques de Nonnos de Panopolis ; la Prise d'Ilion de Tryphiodore. Pour la prose, il a édité avec commentaires les Vies parallèles et les Moralia de Plutarque (soixante-dix-sept traités retrouvés par Planude ; première version établie peu avant 1296, avec soixante-neuf traités, représentée par l'Ambr. C 126 inf. ; puis le Par. gr. 1671, daté de juillet 1296 ; puis le Par. gr. 1672, avec huit traités de plus). 
On trouve d'autre part ses scholies et commentaires sur les pièces de la « triade scolaire » de Sophocle (Ajax, Électre, Œdipe Roi) ; plusieurs pièces d'Euripide ; les poèmes de Théognis ; le texte de Thucydide (sur le Monac. gr. 430, manuscrit ayant appartenu à Planude) ; les discours d'Ælius Aristide ; les œuvres de Synésios et d'Aréthas de Césarée.
Une place spéciale doit être faite à ses travaux sur des textes scientifiques, qui montrent la souplesse de son intelligence et la variété de ses centres d'intérêt. Il a donné une édition commentée des deux premiers livres de l’Arithmétique de Diophante, et il est l'auteur de scholies sur les Éléments d'Euclide. Pour Diophante, il rétablit les opérations intermédiaires omises dans le texte, et surtout il utilise pour la première fois les chiffres arabes avec le zéro. Il a écrit à propos de ceux-ci, et des opérations qu'ils permettent, un texte intitulé Le grand calcul des Indiens (conservé dans le manuscrit autographe Ambr. ET 157 sup., très lacunaire, mais qui permet de voir comment Planude traçait les chiffres).
Il a édité en y rétablissant les cartes, perdues depuis l'Antiquité tardive, la Géographie de Ptolémée, à partir d'un manuscrit qu'il découvrit avec une grande joie vers 1295. Son travail a donné le Vat. Urbinas gr. 82, très beau manuscrit avec dix cartes d'Europe, quatre cartes de « Libye » (c'est-à-dire d'Afrique), douze cartes d'Asie et une carte du monde, offert à l'empereur Andronic II et qui fit grande impression sur celui-ci. Le manuscrit stambouliote Seragl. 57 représente une version établie pour Planude lui-même, les deux ayant été réalisés par un copiste de son atelier.
Le manuscrit autographe de la National Library of Scotland Advocates' 18.7.15 contient, outre les Phénomènes d'Aratos de Soles, une édition commentée du traité d'astronomie Sur le mouvement circulaire des corps célestes de Cléomède. Planude a peut-être également recensé le texte du Grand Commentaire de Théon d'Alexandrie.

### Recueils d'extraits
Planude a également mis au point des recueils thématiques d'extraits de textes, notamment une collection de textes sur la rhétorique, et d'autre part une grande collection sur la géographie et l'histoire où les extraits sont répartis en onze sections : extraits de la Géographie de Strabon ; de la Périégèse de Pausanias ; de l'histoire romaine (notamment de Dion Cassius) ; du traité Du monde, pseudo-aristotélicien ; de l'œuvre de Constantin Manassès ; de celle de Synésios ; du De mensibus de Jean le Lydien (qu'il sert à reconstituer) ; des dialogues de Platon (les trois autres sections concernant des textes d'auteurs ecclésiastiques). Planude avait aussi réalisé une anthologie d'extraits de traités d'harmonie, mais elle a été perdue. On a d'autre part de lui un recueil de proverbes et devinettes populaires.

### Traductions du latin
Planude, qui connaissait le latin, a été l'un des premiers à Byzance à s'intéresser largement à la littérature dans cette langue et à la traduire en grec. Il a traduit de saint Augustin le De Trinitate et le De duodecim abusionum gradibus ; de Boèce le De consolatione Philosophiæ et, peut-être le De hypotheticis syllogismis et le De topicis differentiis (ces deux traductions étant attribuées par certains à Manuel Holobolos) ; les Disticha Catonis ; de Macrobe le commentaire au Songe de Scipion, contenant le texte de Cicéron ; d'Ovide les Métamorphoses, les Héroïdes et des extraits de la poésie érotique ; de façon plus douteuse le Bellum Gallicum de César et la Rhétorique à Herennius. Il a également traduit en vers une partie au moins des Satires de Juvénal (il en fait mention dans une lettre), mais cette traduction est perdue.

### Écrits grammaticaux
On peut ranger dans cette catégorie :
1. un Dialogue sur la grammaire, ouvrage pédagogique présentant les règles sous forme de questions/réponses ;
2. un traité Sur la syntaxe des parties du discours ;
3. un traité Sur les verbes transitifs et intransitifs ;
4. un répertoire d'atticismes ;
5. les Antistichies sur des curiosités orthographiques ;
6. un lexique du grec ancien ;
7. un petit traité de métrique ;
8. un opuscule pédagogique (« épimérismes ») sur les Images de Philostrate de Lemnos.

### Discours en prose
1. un Panégyrique de Michel IX (Basilikos logos), portrait idéalisé du jeune prince au moment de son couronnement en 1295, qui est sûrement une commande officielle ;
2. un sermon Sur l'inhumation de Notre Seigneur Jésus-Christ, prononcé à la cour un vendredi saint ;
3. un Éloge de saint Pierre et saint Paul, pro-papiste et datant donc du règne de Michel VIII ; formellement inspiré de l’Éloge d'Athènes d'Ælius Aristide ;
4. un Éloge de saint Diomède de Nicomédie, patron de sa ville natale, peut-être composé pour sa mère, devenue moniale sur le tard et dévote de ce saint ; cet éloge est formellement inspiré de l’Oraison funèbre de Basile de Césarée par Grégoire de Nazianze ;
5. un Éloge de l'hiver, du genre traditionnel de l'éloge paradoxal (comme l’Éloge de la calvitie, de son auteur favori Synésios).

Ces discours, sauf le premier, figurent, avec cent vingt-et-une de ses lettres, datant d'entre 1292 et 1300, dans le manuscrit Laur. 56.22, qui est un recueil de textes rassemblés après sa mort par ses disciples et amis.

### Traités de théologie
Pour un moine et pour un Byzantin, Planude s'est relativement peu occupé de théologie ; dans le Panégyrique de Michel IX, il loue d'ailleurs Andronic II d'avoir mis fin aux controverses dans ce domaine. Cependant, il est quand même intervenu dans la grande querelle de l'époque, celle de l'union des Églises grecque et latine et de leurs divergences doctrinales. Sous le règne de Michel VIII, il avait composé un traité favorable à l'union avec les Latins, qui est perdu. Sous Andronic II, il a composé au contraire deux traités contre la théologie latine et notamment contre la doctrine du Filioque (les Chapitres sur la procession du Saint-Esprit et le Discours sur la foi).

### Poésie
L'œuvre poétique de Planude est quantitativement assez substantielle, mais fragmentée. Relevons, dans le domaine de la poésie liturgique :
1. un Canon à saint Démétrios ;
2. un Canon à saint Diomède ;
3. un Stichaire à la Mater dolorosa ;
4. un Stichaire au saint martyr Diomède ;
5. un Stichaire à saint Mokios ;

Parmi les autres poèmes à sujets religieux :
1. quatre poèmes en trimètres adressés à des icônes de la Vierge ou de saint Diomède ;
2. deux poèmes en trimètres pour l'église des saints Marcianos et Martyrios ;
3. deux poèmes en trimètres et neuf distiques pour célébrer la restauration de l'église de saint André de Crète[Lequel ?] par la princesse Théodora Rhaoulaina ;
4. un poème en distiques sur la porte d'un monastère ;
5. un poème en distiques exprimant une prière aux empereurs figurés dans un décor ;
6. des poèmes en trimètres : Sur la croix dressée par Constantin ; À des croix pectorales ; À l'Annonciation; À la descente de croix ; À la Résurrection ; une prière à la Vierge Marie ; une épitaphe ;
7. un poème en 20 hexamètres sur Marie l'Égyptienne ;
8. un poème en 12 hexamètres sur la Seconde Parousie ;
9. une prière en 4 hexamètres aux trois Saints hiérarques ;
10. un poème de 16 « vers politiques » (pentédécasyllabes) mis dans la bouche de la sainte Vierge ;
11. un poème À lui-même, pour s'inviter au repentir ;
12. une prière en 7 « vers politiques ».

Parmi les poèmes à sujets profanes :
1. une Idylle en 270 hexamètres, inspirée à la fois de Théocrite et des poètes comme Apollonios de Rhodes et Nonnos de Panopolis ;
2. un poème en 47 hexamètres pour célébrer sa découverte, vers 1295, d'un manuscrit de la Géographie de Ptolémée ;
3. quatre épigrammes en hexamètres pour célébrer la Géographie ;
4. un poème en 27 hexamètres pour dédicacer, en 1283, un Nomocanon qu'il vient de constituer ;
5. un poème en 11 distiques pour célébrer le mariage de son ami Philanthropène (intégré dans la lettre 98) ;
6. un poème en 7 distiques pour faire l'éloge paradoxal de l'hypocrisie.

### Textes
- Maxime Planude, Le grand calcul des Indiens, édition critique, traduction et notes par André Allard, Louvain-la-Neuve, 1981.
- Maximi monachi Planudis epistulae edidit Petrus Aloisius M. Leone, A. M. Hakkert, Amsterdam, 1991.
- PG 147.
- Ilias Taxidis, Les Epigrammes de Maxime Planude, De Gruyter, Berlin, 2017